# Daniel Brailovsky
Daniel Alberto Brailovsky Poliak (ur. 18 listopada 1958 w Buenos Aires) – argentyński piłkarz żydowskiego pochodzenia, obecnie trener. Posiada także obywatelstwo urugwajskie i izraelskie.
Brailovsky swoją karierę rozpoczął w urugwajskim CA Peñarol, z którym zdobył mistrzostwo kraju w 1978 roku. Później z sukcesami występował w Argentynie (All Boys i Independiente), Meksyku (trzy mistrzostwa z Américą) i Izraelu (Maccabi Hajfa).
W młodości grał w reprezentacji Urugwaju U–20. Na początku lat 80. był powoływany do kadry Argentyny przez selekcjonera Menottiego, jednak nie zadebiutował w oficjalnym meczu Albicelestes. W latach 1986–1988 zanotował osiemnaście występów w reprezentacji Izraela.
Po zakończeniu kariery piłkarskiej trenował zespoły z Izraela (Maccabi Kfar Kana, Maccabi Herclijja i Maccabi Hajfa) oraz Meksyku (Veracruz, Club América i Necaxa). Pracował także w roli komentatora w meksykańskiej telewizji.